# Gazete Duvar
Gazete Duvar (duvar signifie "mur" en turc) est un site d’information et d’opposition au régime du président Recep Tayyip Erdoğan et à son parti, le Parti de la justice et du développement. Sa ligne éditoriale est de sensibilité socialiste et écologique.

## Situation
Le siège de Gazete Duvar se situe dans le district de Sarıyer à Istanbul.

## Histoire
Il fut fondé en 2016 par Vedat Zencir, un objecteur de conscience.
À plusieurs reprises, l'État turc a ordonné à Gazete Duvar de supprimer de son site web des articles d'investigation, par exemple sur la corruption. De plus, dans le passé, des juges turcs ont rendu des décisions qui ont bloqué l'accès à certains articles qu'il a publiés.
Depuis 2019, certaines parties du portail sont également publiées en anglais sur duvarenglish.com, avec, comme rédacteur en chef, Cansu Çamlıbel, ancien correspondant d'Hürriyet à Washington
Selon le Center for American Progress, Duvar était en juin 2020 plus populaire que Bianet, qui a reçu un soutien financier de l'Union européenne (UE).

## Composition
Il accueille plusieurs Universitaires pour la paix. Parmi ses collaborateurs figurent des journalistes renommés qui ont été licenciés par de grands médias pour avoir publié des informations critiques à l'égard du gouvernement